# 門脇聡子
門脇 聡子（かどわき さとこ、1984年9月26日 - ）は、日本の元お笑い芸人。
兵庫県多可郡出身。身長159cm、体重48kg。B80・W60・H91。血液型はA型。
以前は石原加奈子とのコンビ「ジェシカ」（松竹芸能所属）、雨宮詩織とのコンビ「キャラメル」（ワタナベエンターテインメント所属）のそれぞれのメンバーとして活動、ともにツッコミ役を務めた。

## 来歴・人物
- NSC（吉本総合芸能学院）26期生出身。同期生の石原とジェシカを結成、当初は吉本興業に所属、吉本のライブ『吉本ホルモン女学院』（ジェシカは出席番号7番）などに出演。一時活動を停止していたが、2005年1月に活動を再開。のち松竹芸能に移籍し、2006年7月に大阪本社から東京支社に所属が変更となる。
- 趣味は絵画。また少年漫画については、雑学など詳しいところがある[1]。
- 芸能人女子フットサルチーム「蹴竹G」の元メンバー。一度退団し、再入団した時期もあったが、現在は退団している。
- 日頃から節約をしており、石原と2人で同居して家賃の負担を軽くしている他、氷を顔に当てて撫でることを美容法としているということである[2]。
- ジェシカは2011年3月13日を以て解散。解散後はピン芸人として活動、その後松竹芸能を退社、フリーとなって活動。ピンでのネタには、本を官能小説風に振りを付けながら読んでいく一人コントなどがある。
- その後WCSに14期生として入学。2011年10月に雨宮詩織と「キャラメル」を結成するも2013年1月31日解散。その後は再びピン芸人として活動している。2015年1月、芸能界引退を発表。[3]
- 芸人引退後は、ゲーム会社、番組制作アシスタントプロデューサーを経て、広告代理店に入社し、インフルエンサーマーケティング業に携わり、美容やコスメのプロモーションの仕事に関わっている。2018年10月からファッション雑誌『BAILA』（集英社）専属の雑誌モデル「バイラーズ」に加入[4]。令和最初の日である2019年5月1日に入籍[5]（2019年8月20日に挙式）[6][7]。結婚後の姓が「石井」になったことを明かしている[5]。

## 出演
単独出演
- フジテレビ・『きっかけはフジテレビ』キャンペーン

ショートムービー「have your measure」
- 爆笑!ものまねウォーズ（TBSテレビ）- 2011年1月2日、門脇のみ
- ピロロン学園（日本テレビ）- 2012年7月25日・「キャラメル」として出演
- 森田一義アワー 笑っていいとも!（フジテレビ）- 2013年6月28日「見て美味しい!とびだせ!3Dキャラごはんコンテスト」